# Xarxa neuronal
|  | Per a altres significats, vegeu «xarxa neuronal artificial». |

|  | No s'ha de confondre amb circuit neuronal. |

Vista simplificada d'una xarxa neuronal artificial avançada

Una xarxa neuronal és una xarxa o circuit de neurones, o en un sentit modern, una xarxa neuronal artificial, composta de neurones o nodes artificials. Així, una xarxa neuronal és una xarxa neuronal biològica, formada per neurones biològiques reals, o una xarxa neuronal artificial, per resoldre problemes d'intel·ligència artificial (IA). Les connexions de la neurona biològica es modelen com a pesos. Un pes positiu reflecteix una connexió excitadora, mentre que els valors negatius signifiquen connexions inhibidores. Totes les entrades es modifiquen per un pes i es sumen. Aquesta activitat es coneix com una combinació lineal. Finalment, una funció d'activació controla l'amplitud de la sortida. Per exemple, un rang acceptable de sortida sol estar entre 0 i 1, o bé podria ser -1 i 1.
Aquestes xarxes artificials es poden utilitzar per a models predictius, control adaptatiu i aplicacions on es poden entrenar mitjançant un conjunt de dades. L'autoaprenentatge resultant de l'experiència es pot produir a les xarxes, que poden derivar conclusions d'un conjunt d'informació complexa i aparentment no relacionada.

## Visió general
Una xarxa neuronal biològica està composta per un grup de neurones connectades químicament o associades funcionalment. Una sola neurona pot estar connectada a moltes altres neurones i el nombre total de neurones i connexions en una xarxa pot ser extens. Les connexions, anomenades sinapsis, generalment es formen des d'axons fins a dendrites, tot i que són possibles sinapsis dendrodendrítiques A part de la senyalització elèctrica, hi ha altres formes de senyalització que sorgeixen de la difusió del neurotransmissor.
La intel·ligència artificial, el modelatge cognitiu i les xarxes neuronals són paradigmes de processament d'informació inspirats en la forma en què els sistemes neuronals biològics processen les dades. La intel·ligència artificial i el modelatge cognitiu intenten simular algunes propietats de les xarxes neuronals biològiques. En el camp de la intel·ligència artificial, les xarxes neuronals artificials s’han aplicat amb èxit al reconeixement de veu, a l'anàlisi d'imatges i al control adaptatiu, per tal de construir agents de programari (en ordinadors i videojocs) o robots autònoms .
Històricament, els ordinadors digitals van evolucionar a partir del model von Neumann i funcionen mitjançant l'execució d'instruccions explícites mitjançant l'accés a la memòria per part de diversos processadors. D’altra banda, els orígens de les xarxes neuronals es basen en esforços per modelar el processament d’informació en sistemes biològics. A diferència del model de von Neumann, la informàtica de xarxes neuronals no separa memòria i processament.
La teoria de xarxes neuronals ha servit tant per identificar millor el funcionament de les neurones del cervell com per proporcionar la base per als esforços per crear intel·ligència artificial.

## Història
La base teòrica preliminar per a les xarxes neuronals contemporànies va ser proposada independentment per Alexander Bain (1873) i William James (1890). En el seu treball, tant els pensaments com l'activitat corporal resultaven de les interaccions entre neurones del cervell.

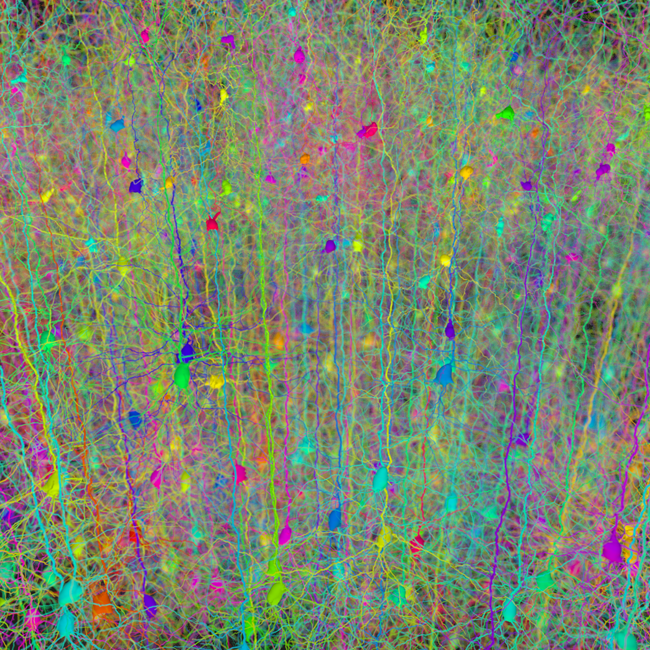
Simulació per ordinador de l'arquitectura de ramificació de les dendrites de les neurones piramidals.

Per a Bain, cada activitat conduïa al disparament d'un determinat conjunt de neurones. Quan es repetien les activitats, les connexions entre aquestes neurones s’enfortien. Segons la seva teoria, aquesta repetició va ser la que va conduir a la formació de la memòria. La comunitat científica general de l'època era escèptica amb la perquè requeria el que semblava ser un nombre desmesurat de connexions neuronals dins del cervell. Ara és evident que el cervell és extremadament complex i que el mateix "cablejat" cerebral pot gestionar múltiples problemes i entrades.
La era similar a la de Bain, no obstant això, va suggerir que els records i les accions resultaven del corrent elèctric que circulava entre les neurones del cervell. El seu model, en centrar-se en el flux de corrents elèctrics, no requeria connexions neuronals individuals per a cada memòria o acció.
CS Sherrington (1898) va dur a terme experiments per provar la teoria de James. Corria corrents elèctrics per les medul·les espinales de les rates. No obstant això, en lloc de demostrar un augment del corrent elèctric tal com va projectar James, Sherrington va trobar que la intensitat del corrent elèctric disminuïa a mesura que les proves continuaven al llarg del temps. És important destacar que aquest treball va conduir al descobriment del concepte d' habituació .
McCulloch i Pitts (1943) van crear un model computacional per a xarxes neuronals basat en matemàtiques i algorismes. Aquest model l'anomenaven lògica llindar. El model va obrir el camí perquè la investigació de xarxes neuronals es dividís en dos enfocaments diferents. Un enfocament es va centrar en els processos biològics del cervell i l'altre es va centrar en l'aplicació de xarxes neuronals a la intel·ligència artificial.
A finals dels anys 40, el psicòleg Donald Hebb crear una hipòtesi d'aprenentatge basada en el mecanisme de plasticitat neuronal que ara es coneix com a aprenentatge Hebbian. L'aprenentatge Hebbian es considera una regla d'aprenentatge no supervisada “típica” i les seves variants posteriors van ser els primers models de potenciació a llarg termini. Aquestes idees van començar a aplicar-se als models computacionals el 1948 amb les màquines de tipus B de Turing .
Farley i Clark (1954) van utilitzar primer màquines computacionals, després anomenades calculadores, per simular una xarxa Hebbian al MIT. Altres màquines computacionals de xarxes neuronals van ser creades per Rochester, Holland, Habit i Duda (1956).
Rosenblatt (1958) va crear el perceptron, un algorisme per al reconeixement de patrons basat en una xarxa informàtica d'aprenentatge de dues capes mitjançant una simple suma i resta. Amb la notació matemàtica, Rosenblatt també va descriure circuits no al perceptró bàsic, com l'exclusiu-o circuit, un circuit el càlcul matemàtic del qual no es va poder processar fins després que l'algorisme de propagació posterior fos creat per Werbos (1975).
La investigació sobre xarxes neuronals es va estancar després de la publicació de la investigació sobre aprenentatge automàtic de Marvin Minsky i Seymour Papert (1969). Van descobrir dos problemes clau amb les màquines computacionals que processaven xarxes neuronals. El primer problema va ser que les xarxes neuronals d'una sola capa eren incapaces de processar l'exclusiu o el circuit. El segon problema significatiu va ser que els ordinadors no eren prou sofisticats per manejar de manera efectiva el temps de llarga durada requerit per les grans xarxes neuronals. La investigació de xarxes neuronals es va desaccelerar fins que els ordinadors van aconseguir una major potència de processament. També va ser clau en els avanços posteriors l'algorisme de propagació posterior que va resoldre efectivament l'exclusiu o problema (Werbos 1975).
El processament distribuït en paral·lel de mitjan anys vuitanta es va popularitzar amb el nom de connexionisme. El text de Rumelhart i McClelland (1986) va proporcionar una exposició completa sobre l'ús del connexionisme en ordinadors per simular processos neuronals.
Les xarxes neuronals, tal com s’utilitza en intel·ligència artificial, tradicionalment s’han vist com models simplificats de processament neuronal al cervell, tot i que es discuteix la relació entre aquest model i l'arquitectura biològica cerebral, ja que no és clar fins a quin punt les xarxes neuronals artificials reflecteixen el cervell funció.

## Intel·ligència artificial
Una xarxa neuronal (NN), en el cas de les neurones artificials anomenades xarxa neuronal artificial (ANN) o xarxa neuronal simulada (SNN), és un grup interconnectat de neurones naturals o artificials que utilitza un model matemàtic o computacional per al processament de la informació basat en un enfocament connexionalista de la computació. En la majoria dels casos, un ANN és un sistema adaptatiu que canvia la seva estructura en funció de la informació interna o externa que flueix a través de la xarxa.
En termes més pràctics, les xarxes neuronals són eines de modelatge de dades estadístiques no lineals o eines de presa de decisions. Es poden utilitzar per modelar relacions complexes entre entrades i sortides o per trobar patrons en les dades.
Una xarxa neuronal artificial implica una xarxa d'elements de processament senzills (neurones artificials) que poden presentar un comportament global complex, determinat per les connexions entre els elements de processament i els paràmetres dels elements. Les neurones artificials van ser proposades per primera vegada el 1943 per Warren McCulloch, neurofisiòleg, i Walter Pitts, lògic, que va col·laborar per primera vegada a la Universitat de Chicago.
Un tipus clàssic de xarxa neuronal artificial és la xarxa Hopfield recurrent.
El concepte de xarxa neuronal sembla haver estat proposat per primera vegada per Alan Turing en el seu article de 1948, Intelligent Machinery, en el qual les anomenava "màquines no organitzades de tipus B".
La utilitat dels models de xarxes neuronals artificials rau en el fet que es poden utilitzar per inferir una funció a partir d'observacions i també per utilitzar-la. Les xarxes neuronals no supervisades també es poden utilitzar per aprendre representacions de l'entrada que capturen les característiques destacades de la distribució d'entrada, per exemple, vegeu la màquina de Boltzmann (1983) i, més recentment, algorismes d'aprenentatge profund, que implícitament poden aprendre la funció de distribució de la dades observades. L'aprenentatge en xarxes neuronals és particularment útil en aplicacions on la complexitat de les dades o tasques fa que el disseny d'aquestes funcions a mà no sigui pràctic.

## Aplicacions
Les xarxes neuronals es poden utilitzar en diferents camps. Les tasques a les quals s'apliquen les xarxes neuronals artificials tendeixen a incloure's en les grans categories següents:
- Aproximació de funcions o anàlisi de regressió, inclosa la predicció i modelització de sèries temporals.
- Classificació, inclòs el reconeixement de patrons i seqüències, detecció de novetats i presa de decisions seqüencials.
- Processament de dades, incloent filtratge, agrupació, separació de senyals cecs i compressió.

Les àrees d'aplicació de les ANN inclouen identificació i control de sistemes no lineals (control de vehicles, control de processos), joc i presa de decisions (backgammon, escacs, carreres), reconeixement de patrons (sistemes de radar, identificació de rostres, reconeixement d'objectes), reconeixement de seqüències (gest, veu, reconeixement de text escrit a mà), diagnòstic mèdic, aplicacions financeres, mineria de dades (o descobriment de coneixement en bases de dades, "KDD"), visualització i filtratge de correu brossa de correu electrònic. Per exemple, és possible crear un perfil semàntic dels interessos de l'usuari que sorgeixi a partir d'imatges entrenades per al reconeixement d'objectes.

## Neurociències
La neurociència teòrica i computacional és el camp relacionat amb l'anàlisi i el modelatge computacional de sistemes neuronals biològics. Atès que els sistemes neuronals estan íntimament relacionats amb els processos i el comportament cognitius, el camp està estretament relacionat amb la modelització cognitiva i conductual.
L'objectiu del camp és crear models de sistemes neuronals biològics per entendre com funcionen els sistemes biològics. Per obtenir aquesta comprensió, els neurocientífics s’esforcen per establir un vincle entre processos biològics observats (dades), mecanismes biològicament plausibles per al processament i l'aprenentatge neuronal (models de xarxes neuronals biològiques) i teoria (teoria de l'aprenentatge estadístic i teoria de la informació).

### Tipus de models
S’utilitzen molts models; definits a diferents nivells d'abstracció i modelant diferents aspectes dels sistemes neuronals. Van des de models de comportament a curt termini de neurones individuals, passant per models de dinàmica de circuits neuronals derivats de les interaccions entre neurones individuals, fins a models de comportament derivats de mòduls neuronals abstractes que representen subsistemes complets. Aquests inclouen models de plasticitat a llarg i curt termini dels sistemes neuronals i la seva relació amb l'aprenentatge i la memòria, des de la neurona individual fins al nivell del sistema.

### Connectivitat
A l'agost de 2020, els científics van informar que les connexions bidireccionals, o les connexions de retroalimentació adequades, poden accelerar i millorar la comunicació entre les xarxes neuronals modulars de l'escorça cerebral del cervell i reduir el llindar per a una comunicació reeixida. Van demostrar que afegir connexions de retroalimentació entre un parell de ressonància pot donar suport a la propagació amb èxit d'un sol paquet d'impulsos a tota la xarxa.

## Crítica
Una crítica habitual a les xarxes neuronals, particularment en robòtica, és que requereixen una gran diversitat de mostres d'entrenament per al funcionament del món real. Això no és d'estranyar, ja que qualsevol màquina d'aprenentatge necessita exemples representatius suficients per captar l'estructura subjacent que li permet generalitzar-se a casos nous. Dean Pomerleau, en la seva investigació presentada a l'article "Formació basada en el coneixement de xarxes neuronals artificials per a la conducció autònoma de robots", utilitza una xarxa neuronal per entrenar un vehicle robotitzat per conduir per diversos tipus de carreteres (carril simple, carril múltiple, terra), etc.). Una gran part de la seva investigació es dedica a (1) extrapolar múltiples escenaris d'entrenament a partir d'una única experiència d'entrenament i (2) a preservar la diversitat formativa passada perquè el sistema no es sobreentreni (si, per exemple, es presenta amb una sèrie de girs a la dreta: no s’ha d'aprendre a girar sempre a la dreta). Aquests problemes són habituals a les xarxes neuronals que han de decidir-se entre una àmplia varietat de respostes, però es poden tractar de diverses maneres, per exemple barrejant els exemples d'entrenament a l'atzar, mitjançant un algorisme d'optimització numèrica que no fa massa passos quan canviant les connexions de xarxa seguint un exemple o agrupant exemples en els anomenats mini-lots.
AK Dewdney, antic columnista de Scientific American, va escriure el 1997: "Tot i que les xarxes neuronals resolen alguns problemes de joguines, els seus poders de càlcul són tan limitats que em sorprèn que qualsevol persona els prengui seriosament com a eina general de resolució de problemes" (Dewdney, pàg. 82).
Els arguments per a la posició de Dewdney són que per implementar xarxes neuronals de programari grans i efectives, cal dedicar molts recursos de processament i emmagatzematge. Tot i que el cervell té un maquinari adaptat a la tasca de processar senyals mitjançant un gràfic de neurones, simular fins i tot una forma més simplificada de la tecnologia Von Neumann pot obligar un dissenyador de xarxes neuronals a omplir molts milions de files de bases de dades per a les seves connexions, que poden consumir grans quantitats. de capacitat d'emmagatzematge de dades i memòria de l'ordinador. A més, el dissenyador de sistemes de xarxes neuronals sovint haurà de simular la transmissió de senyals a través de moltes d'aquestes connexions i les seves neurones associades, que sovint s’han d'aparellar amb increïbles quantitats de potència i temps de processament de la CPU. Tot i que les xarxes neuronals solen produir programes eficaços, massa sovint ho fan a costa d' eficiència (solen consumir una quantitat considerable de temps i diners).
Els arguments contra la posició de Dewdney són que les xarxes neuronals s'han utilitzat amb èxit per resoldre moltes tasques complexes i diverses, com ara avions que volen de forma autònoma.

L'escriptor tecnològic Roger Bridgman va comentar les declaracions de Dewdney sobre les xarxes neuronals:
Les xarxes neuronals, per exemple, es troben al moll no només perquè han estat difoses fins al cel alt (què no?), Sinó també perquè podríeu crear una xarxa d'èxit sense entendre com funcionava: el grup de números que captura el comportament seria, amb tota probabilitat, "una taula opaca i il·legible ... sense valor com a recurs científic".

 Malgrat la seva emfàtica afirmació que la ciència no és tecnologia, Dewdney sembla que acapara les xarxes neuronals com a mala ciència quan la majoria dels que les dissenyen només intenten ser bons enginyers. Una taula il·legible que una màquina útil podria llegir encara valdria la pena.
Tot i que és cert que analitzar el que ha après una xarxa neuronal artificial és difícil, és molt més fàcil fer-ho que analitzar el que ha après una xarxa neuronal biològica. A més, l'èmfasi recent en l'explicabilitat de la IA ha contribuït al desenvolupament de mètodes, sobretot els basats en mecanismes d'atenció, per visualitzar i explicar les xarxes neuronals apreses. A més, els investigadors implicats en l'exploració d'algoritmes d'aprenentatge per a xarxes neuronals van descobrint progressivament principis genèrics que permeten que una màquina d'aprenentatge tingui èxit. Per exemple, Bengio i LeCun (2007) van escriure un article sobre l'aprenentatge local enfront de l'aprenentatge no local, així com sobre l'arquitectura superficial i profunda.
Algunes altres crítiques van venir dels creients dels models híbrids (combinant xarxes neuronals i enfocaments simbòlics). Defensen la barreja d'aquests dos enfocaments i creuen que els models híbrids poden captar millor els mecanismes de la ment humana (Sun i Bookman, 1990).

## Millores recents
Tot i que inicialment la investigació s’havia ocupat principalment de les característiques elèctriques de les neurones, una part especialment important de la investigació dels darrers anys ha estat l'exploració del paper de neuromoduladors com la dopamina, l'acetilcolina i la serotonina en el comportament i l'aprenentatge.
Els models biofísics, com la teoria BCM, han estat importants per entendre els mecanismes de plasticitat sinàptica i han tingut aplicacions tant en informàtica com en neurociències. La investigació està en curs per entendre els algoritmes computacionals utilitzats al cervell, amb algunes evidències biològiques recents sobre xarxes de bases radials i la propagació posterior neuronal com a mecanismes per al processament de dades.
S’han creat dispositius computacionals en CMOS tant per a la simulació biofísica com per a la informàtica neuromorfa. Els esforços més recents mostren una promesa per a la creació de nanodispositius per a anàlisis i convolució de components principals a gran escala. Si tenen èxit, aquests esforços podrien iniciar una nova era de la computació neuronal que és un pas més enllà de la informàtica digital, perquè depèn de l'aprenentatge més que de la programació i perquè és fonamentalment analògica en lloc de digital, tot i que les primeres instàncies poden de fet estar amb dispositius digitals CMOS.
Entre el 2009 i el 2012, les xarxes neuronals recurrents i les xarxes neuronals avançades profundes desenvolupades al grup de recerca de Jürgen Schmidhuber al suís AI Lab IDSIA han guanyat vuit concursos internacionals de reconeixement de patrons i aprenentatge automàtic. Per exemple, la memòria multidimensional a curt termini (LSTM) guanyar tres concursos de reconeixement d'escriptura a mà a la Conferència Internacional d'Anàlisi i Reconeixement de Documents de 2009 (ICDAR), sense cap coneixement previ sobre els tres idiomes diferents ser après.
Variants de l'algorisme de propagació posterior, així com mètodes no supervisats per Geoff Hinton i col·legues de la Universitat de Toronto, es poden utilitzar per entrenar arquitectures neuronals profundes i altament no lineals, similars al Neocognitron de 1980 de Kunihiko Fukushima, i l '"arquitectura estàndard de la visió", inspirada en les cèl·lules simples i complexes identificades per David H. Hubel i Torsten Wiesel a l'escorça visual primària.
També s’han introduït funcions de bases radials i xarxes d'onetes. Es pot demostrar que ofereixen les millors propietats d'aproximació i s’han aplicat en aplicacions d'identificació i classificació de sistemes no lineals.
Les xarxes avançades d'aprenentatge profund alternen capes convolucionals i capes d'agrupació màxima, superades per diverses capes de classificació pura. Les implementacions ràpides basades en GPU d'aquest enfocament han guanyat diversos concursos de reconeixement de patrons, inclòs el concurs de reconeixement de senyals de trànsit IJCNN 2011 i el repte ISBI 2012 Segmentació d'estructures neuronals en piles de microscòpia electrònica. Aquestes xarxes neuronals també van ser els primers reconeixedors de patrons artificials que van aconseguir un rendiment humà competitiu o fins i tot sobrehumà en punts de referència com el reconeixement de senyals de trànsit (IJCNN 2012) o el problema de dígits manuscrits del MNIST de Yann LeCun i els seus col·legues de la Universitat de Nova York.